# Jalen Rose
Jalen Anthony Rose (ur. 30 stycznia 1973 w Detroit) – amerykański koszykarz, skrzydłowy, laureat nagrody dla zawodnika, który poczynił największy postęp, analityk i komentator koszykarski.
W 1991 wystąpił w meczu gwiazd amerykańskich szkół średnich - McDonald’s All-American.
Biologicznym ojcem Rose’a jest Jimmy Walker, dwukrotny uczestnik NBA All-Star Game, zawodnik Detroit Pistons, Houston Rockets oraz Kansas City-Omaha Kings. Rose rozmawiał z nim wielokrotnie przez telefon, jednak nigdy nie poznał go osobiście. Walker zmarł na raka płuc w lipcu 2007 roku.

## Osiągnięcia
Na podstawie, o ile nie zaznaczono inaczej.
NCAA
- 2–krotny finalista NCAA (1992, 1993)[6]
- Wybrany do: 
  - I składu:
    - Big Ten (1994 – przez trenerów)
    - NCAA Final Four (1992 – przez AP)[7]

  - II składu All-American (1994)[8]
  - III składu Big Ten (1993 – przez media)

NBA
- Finalista NBA (2000)[9]
- Zdobywca nagrody dla zawodnika, który poczynił największy postęp - NBA Most Improved Player Award (2000)[1]
- Wybrany do II składu debiutantów NBA (1995)[10]
- Uczestnik NBA Rookie Challenge (1995)